# والری تاسو
 والری تاسو فرانسوی: Valérie Tasso‎، زادهٔ ۲۳ ژانویه ۱۹۶۹ در شامپانی-آردن واقع در شمال شرق فرانسه، نویسنده زن و پژوهشگر درمان جنسی است که از سال ۱۹۹۱ در بارسلون اقامت دارد.

## زندگی‌نامه
والری تاسو دو مدرک کارشناسی رشتهٔ علوم اقتصادی و زبانهای خارجی از دانشگاه بزانسون و مدرک کارشناسی ارشد علوم اداری از دانشگاه استراسبورگ دارد. در ژوئن ۲۰۰۶، تحصیلات عالی خود را در رشتهٔ جنسیت‌شناسی (sexologie) در مؤسسهٔ عالی «(IN.CI.SEX» وابسته به دانشگاه القلعه در شهر الکالا د هنارس در اسپانیا به پایان رساند.
تاسو در ۱۹۹۹ بنابر دلایلی که بعداً خود به آنها اشاره کرد، به تن‌فروشی مبادرت ورزید. در ۲۰۰۳، تجربیات خود از این کار در کتابی به زبان اسپانیایی با عنوان Diario de una ninfómana  (دفتر خاطرات یک زن مبتلا به بیش‌فعالی جنسی) منتشر کرد. این اثر با اقبال زیاد در بسیاری از کشورها رو به رو شد. در سال ۲۰۰۸ کریستیان مولینا، کارگردان فرانسوی، فیلمی با همین عنوان بر پایهٔ این کتاب ساخت. در فوریه ۲۰۰۸، والری تاسو در کتابی دیگر با عنوان «Antimanual de sexo»، با الهام از برخی نظریات میشل فوکو و با نگاهی کاملاً نو، به طرح مباحث جنسی پرداخت. او تاکنون در ده‌ها برنامهٔ رادیویی در اسپانیا در مقام کارشناس و پژوهشگر درمان جنسی حضور یافته و مقاله‌های بسیاری در نشریات این کشور به چاپ رسانده‌است. انتشار آثار او در ۲۰ کشور جهان نشان می‌دهد که او به یکی از نویسندگان پرخوانندهٔ اسپانیایی در مقیاس جهانی تبدیل شده‌است.

## آثار
· 2003: Diario de una ninfómana
· 2004: Paris la nuit
· 2006: El otro lado del sexo
· 2008: Antimanual de sexo
· 2010: Sabré cada uno de tus secretos
· 2011: Diario de una mujer pública